# 宮崎公立大學
宮崎公立大學（日语：／ Miyazaki kōritsu daigaku），是一所位於日本宮崎縣的公立大學。

## 概要
宮崎公立大學創立於1993年，由宮崎縣內的七個市町共設的「宮崎公立大學事務組合」在原屬宮崎大學教育學部校地所建立。該校是日本少數強調博雅教育的大學。

## 教研單位
- 人文學部
  - 國際文化學科

## 國際交流
宮崎公立大學與下列海外學校有合作關係：
- 加拿大
  - 溫哥華島大學
- 中國
  - 蘇州大學
- 英國
  - 斯特靈大學
- 韓國
  - 蔚山大學
- 紐西蘭
  - 懷卡托大學
- 美國
  - 夏威夷大學馬諾阿分校

## 外部連結
- （日語）宮崎公立大學（页面存档备份，存于）